# Dichostates occidentalis
Dichostates occidentalis là một loài bọ cánh cứng trong họ Cerambycidae.